# Freak Out!
Freak Out! es el álbum debut de la banda estadounidense de rock experimental The Mothers of Invention liderada por Frank Zappa, lanzado el 27 de junio de 1966 por la discográfica MGM/Verve. Aunque a menudo es citado como uno de los primeros álbumes conceptuales, el verdadero nexo de unión del álbum no está basado en la música del mismo, sino en la actitud satírica basada en la percepción única del líder de la banda Frank Zappa respecto a la cultura popular de Estados Unidos.
El álbum fue producido por Tom Wilson, que ofreció un contrato discográfico a The Mothers, anteriormente una banda que tocaba en bares, conocida como Soul Giants, creyendo que era una banda de blues formada por gente blanca. El álbum cuenta con el cantante Ray Collins, junto con el bajista Roy Estrada, el batería Jimmy Carl Black y el guitarrista Elliot Ingber, que luego trabajaría con The Magic Band de Captain Beefheart bajo el nombre de Winged Eel Fingerling.
El repertorio original del grupo estaba compuesto únicamente de versiones. Cuando Zappa se unió a la banda no sólo cambió su nombre, sino que expandió su música al incluir una gran cantidad de material original. El contenido musical de Freak Out! incluye desde rhythm and blues, doo-wop y rock con influencia de blues estándar, hasta arreglos orquestales y collages sonoros avant-garde. Aunque el álbum fue recibido al principio con poco entusiasmo en los Estados Unidos, fue un éxito en Europa. En Estados Unidos se ganó seguidores de culto y siguió vendiendo en cantidades sustanciales hasta ser descatalogado a principios de los años 1970.
El álbum influenció la producción de The Beatles, Sgt. Pepper's Lonely Hearts Club Band. En 1999, le fue otorgado el Premio Grammy Hall of Fame, y en 2003, la revista Rolling Stone lo incluyó en la lista de los 500 mejores álbumes de todos los tiempos.
En 2006, The MOFO Project/Object, un documental en audio acerca de la grabación del álbum, fue lanzado en honor a su cuadragésimo aniversario.

## Antecedentes
A principios de los años 1960, Zappa conoció a Ray Collins. Collins se ganaba la vida trabajando como carpintero, mientras que los fines de semana cantaba con una banda llamada Soul Giants. Collins se peleó con el guitarrista de la banda, que abandonó dejando una plaza vacante que después pasaría a cubrir Zappa. El repertorio original de Soul Giants estaba compuesto únicamente de versiones. Una noche, Zappa sugirió a la banda comenzar a tocar material propio e intentar conseguir un contrato discográfico. Mientras que a la mayoría de los integrantes de la banda les gustó la idea, el por aquel entonces saxofonista y líder de la banda Davy Coronado pensó que tocar material original les costaría perder actuaciones, por lo que abandonó la banda. Soul Giants se convirtió en The Mothers, y Zappa tomó el control de la banda.
El productor de MGM Tom Wilson ofreció a la banda un contrato discográfico con la subsidiaria Verve Records a comienzos de 1966. Había oído hablar de su creciente reputación, aunque sólo les había visto tocar una canción, "Trouble Every Day", cuyo letra trata sobre las revueltas de Watts de 1965. Esto le llevó a pensar que eran una banda de blues de gente blanca. La banda firmó el contrato el 1 de marzo de 1966 y sus miembros comenzaron a trabajar en su primer álbum.

## Grabación
Las primeras dos canciones que se grabaron para el álbum fueron "Any Way the Wind Blows" y "Who Are the Brain Police?" Cuando Tom Wilson escuchó esta última, se dio cuenta de que The Mothers no eran una banda de blues. En The Real Frank Zappa Book, Zappa escribió: "Podía ver a través de la ventana que corría hacía el teléfono para, seguramente, llamar a su jefe y decirle: 'Bueno, uh, no exactamente una 'banda de blues de blancos', pero... parecido'". En un artículo escrito para la revista Hit Parader en 1968, Zappa escribió que cuando Wilson escuchó esas canciones, "estuvo tan impresionado que cogió el teléfono y llamó a Nueva York, y como resultado conseguí un presupuesto casi ilimitado para hacer esta monstruosidad". Freak Out! es un ejemplo temprano de álbum conceptual, una farsa sardónica sobre la música rock y Estados Unidos. "Todas las canciones del álbum hablaban de algo", escribió Zappa en The Real Frank Zappa Book. "No era como si tuviéramos un sencillo de éxito y tuviéramos que construir a su alrededor. Cada melodía tenía una función dentro del concepto satírico completo".

Si analizas gráficamente los diferentes tipos de dirección de todas las canciones del álbum Freak Out!, hay algo para todo el mundo. Al menos una pieza de material es acorde para todo tipo de orientación social dentro de nuestro grupo de consumidores, que resulta ser de los seis a los ochenta años. Porque tenemos gente a la que le gusta lo que hacemos, desde niños de seis años gritándonos para que toquemos "Wowie Zowie", hasta ejecutivos haciendo esto y lo otro, y que dicen, 'Mi niño tiene el álbum, y su canción favorita es "Wowie Zowie"'.

El álbum fue grabado en los estudios TTG en la esquina de Sunset y Highland en Hollywood, California, entre el 9 y el 12 de marzo de 1966. Algunas canciones, como "Motherly Love" y "I Ain't Got No Heart", ya habían sido grabadas antes de las sesiones de grabación de Freak Out! Estas grabaciones tempranas, supuestamente de 1965, no fueron editadas oficialmente hasta 2004, en el álbum póstumo de Zappa Joe's Corsage. Una versión temprana de la canción "Any Way the Wind Blows", grabada en 1963, aparece en otro lanzamiento póstumo, The Lost Episodes. La canción fue escrita cuando Zappa estaba considerando divorciarse de su primera esposa Kay Sherman. En el texto del libreto de Freak Out!, Zappa escribió: "Si nunca me hubiera divorciado, esta pieza de sinsentido trivial nunca se hubiera grabado".
Tom Wilson comenzó a entusiasmarse a medida que seguían las sesiones de grabación. En mitad de la primera semana de grabación, Zappa le dijo: "Me gustaría alquilar quinientos dólares en material de percusión para una sesión que comienza el viernes a medianoche y quiero traer a todos los freaks de Sunset Boulevard al estudio para hacer algo especial". Wilson aceptó y las grabaciones fueron incluidas en "The Return of the Son of Monster Magnet". Según Zappa, la compañía discográfica se negó a concederle todo el tiempo que necesitaba para completar la composición, así que se lanzó sin estar acabado.
Zappa más adelante se enteró de que mientras se grababa el álbum, Wilson tomaba LSD. "He intentado imaginarme lo que tendría que estar pensando, sentado en aquella sala de control, escuchando toda esa extraña mierda que salía de los altavoces, y siendo el responsable de decirle al ingeniero, Ami Hadani (que no iba de ácido), lo que debía de hacer". Para cuando se había editado y dado forma a Freak Out!, Wilson había gastado entre veinticinco y treinta y cinco mil dólares del dinero de MGM. En la revista Hit Parader, Zappa escribió: "Wilson se estaba arriesgando mucho. Había puesto en riesgo su trabajo por producir este álbum. MGM pensaron que habían gastado demasiado dinero en el álbum".
La discográfica pidió que se suprimiesen dos líneas de la sección "It Can't Happen Here" de la canción "Help, I'm a Rock" (una canción dedicada a Elvis Presley), ambas de ellas interpretadas por los directivos de MGM como referencias a drogas. De todas maneras, la discográfica no tuvo objeciones con una grabación acelerada de Zappa gritando la palabra "fuck" después de machacarse un dedo de forma accidental, en el minuto 11 y 36 segundos de "The Return of the Son of Monster Magnet". Desde la edición en CD de 1995, "Help, I'm a Rock" y "It Can't Happen Here" son consideradas dos pistas distintas.
MGM también le dijo a Zappa que la banda tenía que cambiar de nombre, diciendo que ningún DJ pincharía una canción de una banda llamada "The Mothers".

... En aquel momento, era que, sabes, si eras un buen músico, eras un motherfucker, y Mothers era una abreviatura para esa colección de motherfuckers. Y de hecho, era algo así como presuntuoso llamar así a la banda, porque no éramos tan buenos músicos, éramos... Como banda de bar de la zona, estábamos a años luz de nuestra competencia, pero en términos de músicos de verdad, supongo que estábamos ahí abajo en el pantano.
Frank Zappa

Freak Out! fue lanzado con el nuevo nombre de la banda The Mothers of Invention, un nombre que Zappa escogió en detrimento del nombre sugerido por MGM, "The Mothers Auxiliary". La contraportada del álbum incluía una "carta" de la personaje ficticia creada por Zappa, Suzy Creamcheese (que también aparece en el álbum), que leía así:

Estos Mothers están locos. Te puedes dar cuenta por la ropa. Uno de ellos lleva abalorios y todos huelen mal. Les íbamos a traer para el baile de después del partido de baloncesto, pero mi mejor amigo me avisó de que nunca se puede saber cuántos iban a aparecer... Algunas veces el tipo de la chaqueta de pieles no aparece y otras veces aparece con un montón de gente rara y bailando por todos lados. A ninguno de los chicos del colegio les gustan esos Mothers... Especialmente desde que mi profesor nos dijo lo que significaban las letras de sus canciones. Siempre atentamente, Suzy Creamcheese, Salt Lake City, Utah.

Como el texto estaba impreso en tipografía similar a la de una máquina de escribir, algunos pensaron que Suzy Creamcheese era real, y muchos seguidores esperaban encontrarla en los conciertos. Por esto, se decidió que "sería mejor traer una réplica de Suzy Creamcheese que demostraría de una vez por todas la veracidad de la bestia", según Zappa. Como la voz original de Suzy Creamcheese, Jeanne Vassoir, no estaba disponible, Pamela Lee Zarubica se encargó de sustituirla.
Las primeras ediciones del álbum incluían un panfleto con comentarios sobre las áreas de interés de 1966 en California, titulado el mapa "Freak Out Hot Spots!". El mapa ya no fue incluido en ediciones posteriores, aunque finalmente se reimprimió y fue incluido en The MOFO Project/Object, un documental de audio de cuatro discos sobre cómo se hizo el álbum, editado de forma póstuma por el Zappa Family Trust en 2006.

## Recepción
Aunque alcanzó el puesto número 130 de la lista Billboard, Freak Out! no tuvo gran recepción comercial ni crítica cuando se lanzó en Estados Unidos. Muchos de los oyentes estaban convencidos de que el álbum era inspiración de las drogas, e interpretaron el título del álbum como jerga para definir un mal viaje de LSD. En The Real Frank Zappa Book, Zappa cita una reseña negativa del álbum hecha por Pete Johnson de Los Angeles Times, que escribió:

Supongo que podrías llamarlo pinturas surrealistas llevadas a la música. No contentos con grabar dos caras de música incoherente, MOI dedican cuatro caras completas a su tipo de 'arte'. Si alguien posee este álbum, quizás me pueda decir qué demonios está pasando... The Mothers of Invention, un quinteto talentoso pero deformado, han hecho un álbum poéticamente titulado Freak Out, que será el más grande estímulo para la industria de la aspirina desde los impuestos.

De cualquier manera, el álbum consiguió más reconocimiento en Estados Unidos cuando MGM/Verve fue absorbido por la compañía alemana Polydor Records en 1972. En aquella época lanzamientos de MGM/Verve como Freak Out! fueron descatalogados de forma prematura en un intento de mantener la compañía a flote. Zappa ya no tenía contrato con ellos y desde entonces había creado varias compañías propias para la grabación de su material, Bizarre Records y Straight Records, ambas distribuidas por Warner Bros. Records. Freak Out! tuvo más éxito inicialmente en Europa desde donde influyó a muchas bandas de rock británicas. El álbum fue de gran influencia para el Sgt. Pepper's Lonely Hearts Club Band de The Beatles. En 1999, le fue otorgado el Premio Grammy Hall of Fame, se posicionó en el puesto número 243 en la lista de la revista Rolling Stone 500 mejores álbumes de todos los tiempos en 2003, y apareció en el libro de 2006 1001 discos que hay que escuchar antes de morir.

## Lista de canciones

### LP doble
Todas las canciones escritas y compuestas por Frank Zappa. 
| Lado 1 |                                      |          |  |
| N.º    | Título                               | Duración |  |
| 1.     | «Hungry Freaks, Daddy»               | 3:32     |  |
| 2.     | «I Ain't Got No Heart»               | 2:34     |  |
| 3.     | «Who Are the Brain Police?»          | 3:25     |  |
| 4.     | «Go Cry on Somebody Else's Shoulder» | 3:43     |  |
| 5.     | «Motherly Love»                      | 2:50     |  |
| 6.     | «How Could I Be Such a Fool?»        | 2:16     |  |

| Lado 2 |                                          |          |  |
| N.º    | Título                                   | Duración |  |
| 7.     | «Wowie Zowie»                            | 2:55     |  |
| 8.     | «You Didn't Try to Call Me»              | 3:21     |  |
| 9.     | «Any Way the Wind Blows»                 | 2:55     |  |
| 10.    | «I'm Not Satisfied»                      | 2:41     |  |
| 11.    | «You're Probably Wondering Why I'm Here» | 3:41     |  |

| Lado 3 |                                                                                                  |          |  |
| N.º    | Título                                                                                           | Duración |  |
| 1.     | «Trouble Every Day»                                                                              | 5:53     |  |
| 2.     | «Help, I'm a Rock» (1. Okay To Tap Dance, 2. In Memoriam, Edgar Varèse, 3. It Can't Happen Here) | 8:37     |  |

| Lado 4 | |          |  |
| N.º    | Título | Duración |  |
| 3.     | «The Return of the Son of Monster Magnet (Unfinished Ballet in Two Tableaux)» ("1. Ritual Dance of the Child-Killer, 2. Nullis Pretii "No commercial potential") | 12:22    |  |

### Edición en CD
| N.º | Título                                    | Duración |  |
| 1.  | «Hungry Freaks, Daddy»                    | 3:32     |  |
| 2.  | «I Ain't Got No Heart»                    | 2:34     |  |
| 3.  | «Who Are the Brain Police?»               | 3:34     |  |
| 4.  | «Go Cry on Somebody Else's Shoulder»      | 3:43     |  |
| 5.  | «Motherly Love»                           | 2:50     |  |
| 6.  | «How Could I Be Such a Fool?»             | 2:16     |  |
| 7.  | «Wowie Zowie»                             | 2:55     |  |
| 8.  | «You Didn't Try to Call Me»               | 3:21     |  |
| 9.  | «Any Way the Wind Blows»                  | 2:55     |  |
| 10. | «I'm Not Satisfied»                       | 2:41     |  |
| 11. | «You're Probably Wondering Why I'm Here»  | 3:41     |  |
| 12. | «Trouble Every Day»                       | 5:53     |  |
| 13. | «Help, I'm a Rock»                        | 4:42     |  |
| 14. | «It Can't Happen Here»                    | 3:59     |  |
| 15. | «The Return of the Son of Monster Magnet» | 12:22    |  |

## Personal

### Músicos
- Frank Zappa – guitarra, voz, director
- Jimmy Carl Black – percusión, batería, voz
- Ray Collins – voz, armónica, platillos, efectos sonoros, pandereta, crótalos
- Elliot Ingber – guitarra rítmica y guitarra líder.
- Roy Estrada – bajo, voz, guitarrón, voz soprano
- Gene Estes – percusión
- Eugene Di Novi – piano
- Neil Le Vang – guitarra
- John Rotella – clarinete, saxofón
- Kurt Reher – violonchelo
- Raymond Kelley – violonchelo
- Paul Bergstrom – violonchelo
- Emmet Sargeant – violonchelo
- Joseph Saxon – violonchelo
- Edwin V. Beach – violonchelo
- Arthur Maebe – corno francés, tuba
- George Price – corno francés
- John Johnson – tuba
- Carol Kaye – guitarra de 12 cuerdas
- Virgil Evans – trompeta
- David Wells – trombón
- Kenneth Watson – percusión
- Plas Johnson – saxofón, flauta
- Roy Caton – copista musical
- Carl Franzoni – voz
- Vito – voz
- Benjamin Barrett – contratista
- David Anderle
- Motorhead Sherwood – ruidos
- Mac Rebennack – piano
- Paul Butterfield
- Les McCann – piano
- Jeannie Vassoir – (la voz de Cheese)
- Kim Fowley - Megáfono

### Producción
- Productor: Tom Wilson
- Ingeniero jefe: Val Valentin
- Ingenieros: Ami, Tom, Val Valentin
- Asistentes: Eugene Dinovi, Neil Levang, Vito, Ken Watson
- Director musical: Frank Zappa
- Orquestación: Frank Zappa
- Arreglista: Frank Zappa
- Diseño de portada: Jack Anesh
- Estilismo de peluquería: Ray Collins